# 浅野新平
浅野 新平 (あさの しんぺい、1895年（明治28年）12月1日 - 1949年（昭和24年）3月31日)は、大正から昭和期の海軍軍人。皇族附武官などを歴任した。最終階級は海軍少将。

## 経歴
茨城県下妻市に生まれる。下妻中学校（現茨城県立下妻第一高等学校・附属中学校）を卒業後、海軍兵学校（45期）に入学。その後、1918年に海軍少尉になる。
1929年に海軍経理学校教官、海軍軍医学校教官になる。1933年に皇族朝融王の皇族附武官となる。軍艦天龍艦長として太平洋戦争に出征。1944年2月、第41警備隊司令に就任し、1945年5月、海軍少将に昇進。
1948年1月31日、公職追放の仮指定を受ける。海軍生体解剖事件によりBC級戦犯として逮捕され、絞首刑の判決を受け、1949年にグアムで刑死した。

## 親族
- 義父 岩川友太郎 (東京帝国大学卒、女子師範学校名誉教授)[要出典]
- 長男 浅野博 (筑波大学名誉教授)[要出典]